# Mohammed Pascha Rewanduz

Die Flagge des unabhängigen Fürstentums Soran unter Mohammed Pascha.

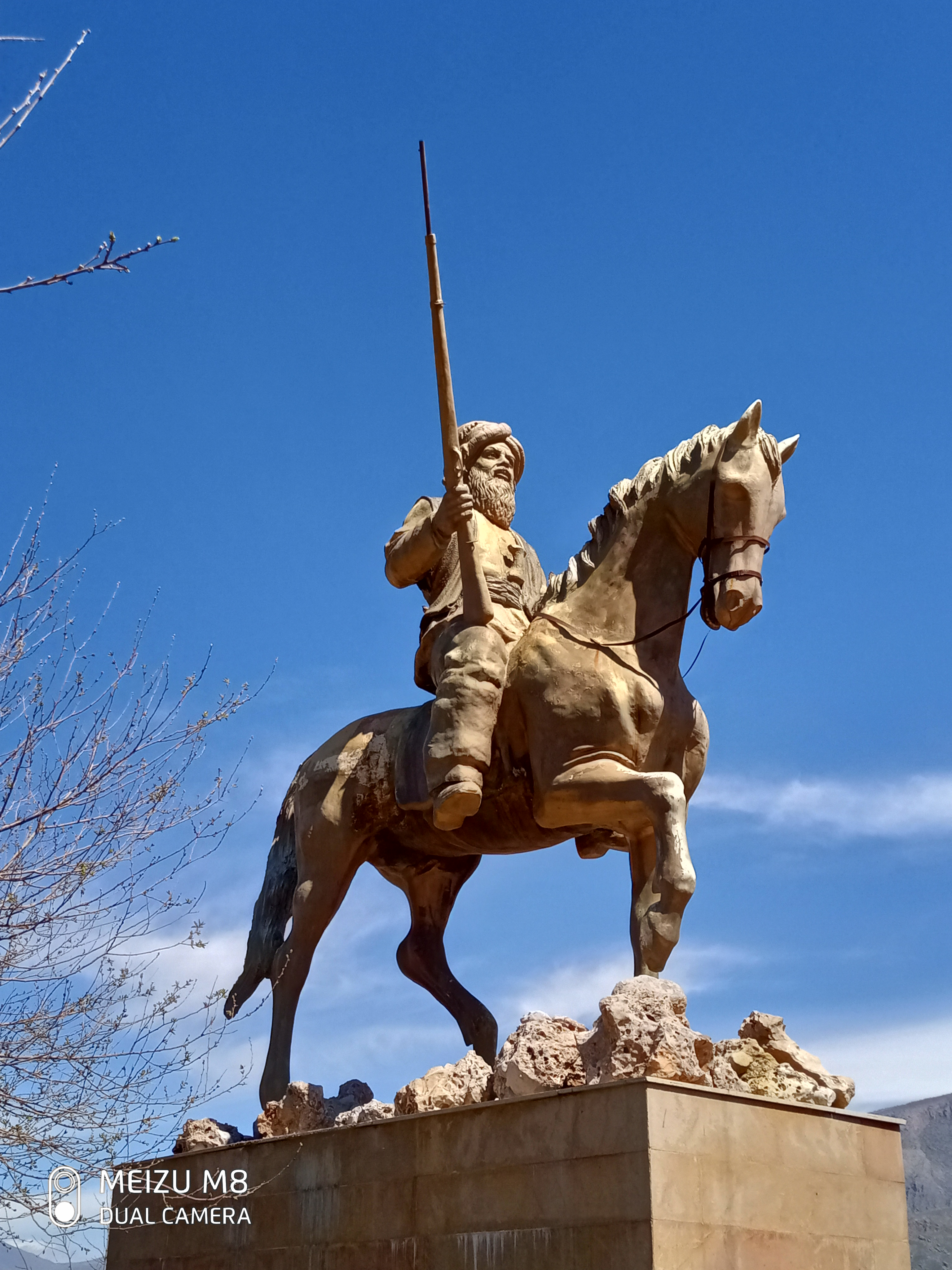
Statue Mohammed Paschas in der Stadt Rewanduz.

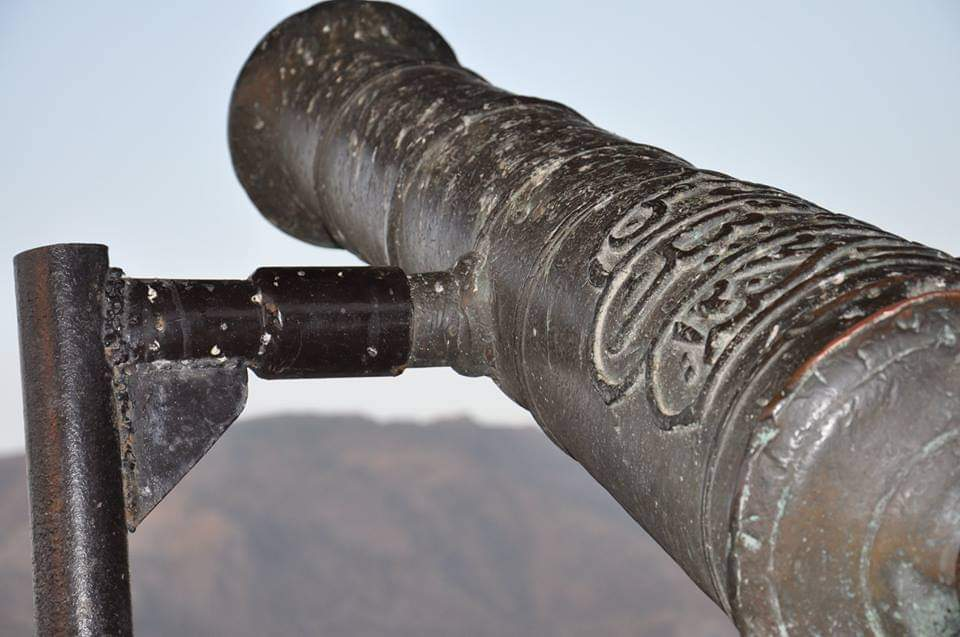
Eine Kanone aus Mohammed Paschas Zeit.

Mohammed Pascha Rewanduz, auch Mîrê korâ (deutsch Der blinde Fürst) genannt (* 1783 in Rewanduz; † 1838 am Schwarzen Meer), war ein kurdischer Fürst aus Soran. Im Jahr 1830 erhob er sich dem Beispiel des Muhammad Ali Paschas aus Ägypten folgend gegen seinen osmanischen Oberherrn.
1814 folgte er mit 31 Jahren seinem Vater Mustafa Pascha als Fürst von Soran nach. Mohammed Pascha wird als ein grausamer Mensch dargestellt, der wohl auch keine Scheu davor hatte, Familienmitglieder zu töten, um an der Macht zu bleiben. Daher gab es auch den Verdacht, dass er seinen Vater blenden ließ, um selber Fürst zu werden. Doch dies wurde von einem englischen Arzt, der seinen Vater behandelt hatte, verneint.
Nach seiner Machtübernahme ließ er potentielle Konkurrenten beseitigen. So beschuldigte er seinen Schatzmeister Abdullah Aga der Verschwörung und ließ ihn hinrichten. Dann fing Mohammed Pascha an gegen seine Onkel Krieg zu führen. Er belagerte am 14. Dezember 1814 die Burg Schteyn, wo sich sein Onkel Teymur Aga befand. Nach vier Wochen Belagerung wurde sein Onkel und Cousin am 10. Januar 1815 erhängt. Kurz darauf besiegte und erhängte er seinen anderen Onkel Yahya Bey.

## Expansion und Unabhängigkeit
Nachdem er so den inneren Konkurrenten beseitigt hatte, machte er sich daran, sein Fürstentum zu erweitern. Zuerst ließ er die Stadtmauern Rewanduz' verstärken und außerhalb der Stadt auf einem Hügel ein Fort errichten. Danach zog er gegen die benachbarten Stämme. Er galt als gnadenloser Fürst, der seine besiegten Gegner alle hinrichten ließ. Er wollte das Gebiet zwischen Großem Zab und Kleinem Zab erobern. Dazu musste er gegen das Fürstentum der Baban kämpfen. Er eroberte die Städte Harir (1822), Koya (Oktober 1823), Ranya (Februar 1824) und Arbil und Altin Köprü im September 1823. Somit hatte er die Baban verdrängt und der kleine Zab war nun die Grenze zwischen Soran und Baban. Der osmanische Gouverneur in Bagdad Ali Riza Pascha konnte dagegen nichts unternehmen. Zusätzlich verlieh er ihm den Titel eines Paschas. Trotzdem erklärte Mohammed Pascha sich für unabhängig und ließ als Zeichen seiner Souveränität die Freitagspredigten (Chutba) in seinem Namen verlesen. Er machte sich daran eine große Armee aufzubauen und errichtete Fabriken für die Waffenproduktion. Außerdem ließ er Münzen prägen, auf denen er sich al-Amīr al-Mansūr Muhammad Bīk nannte.
Später erhielt Mohammed Pascha eine Gelegenheit, sein Herrschaftsgebiet zu erweitern. Mullah Yahya, ein Mitglied des Mzuristammes aus dem Badinanfürstentum, bat Mohammed Pascha um Hilfe bei einer Fehde. Der Stammesführer der Mzuri Ali Aga wurde vom jesidischen Stammesführer Ali Beg ermordet. Der Fürst von Badinan Said Pascha verweigerte aber den Mzuri, Rache zu nehmen. So wandte sich Mullah Yahya an Mohammed Pascha und bat ihn um Vergeltung an den Jesiden vom Dschabal Sindschar zu nehmen. Mohammed Pascha konnte diese Strafexpedition dazu nutzen das Fürstentum Badinan zu erobern. Er erließ von seinem eigenen Mufti Mullah Mohammed Xalti eine Fatwa gegen die "ungläubigen" Jesiden und überschritt 1831/32 den Großen Zab.
Mohammed Pascha ging mit großer Brutalität gegen die Jesiden vor und massakrierte tausende von ihnen. Die überlebenden Jesiden flohen teilweise Richtung Tur Abdin und Mosul. Nebenbei wurden auch christliche Dörfer und Klöster überfallen und geplündert. Nachdem er den Stammesführer "gerächt" hatte, übernahm er die Stadt Akrê. Nach Akrê fiel die Hauptstadt der Badinan Amediye und der Fürst Said Pascha floh. Mit dem Fall Amediyes fiel das ganze Fürstentum an Mohammed Pascha. Er beherrschte jetzt das Gebiet vom Kleinen Zab bis zum Fluss Chabur.
Mohammed Pascha war trunken durch seine Siege, marschierte Richtung Norden und eroberte Cizre. Er bedrohte die Städte Mardin und Nusaybin. Doch er musste zurück nach Amediye, als Said Pascha seine Abwesenheit zum Aufstand ausnutzte. Mohammed Pascha schlug Said Pascha zurück und rächte sich bitter an der Stadt.

## Niederlage
Der osmanische Sultan in Istanbul konnte nun nicht länger untätig bleiben und machte gegen Mohammed Pascha mobil. Der rebellische Muhammad Ali Pascha hatten den Osmanen deutlich gemacht, dass man den hitzigen Mohammed Pascha nicht unterschätzen sollte. Der Verdacht, dass beide Rebellen im Kontakt standen, machte das Problem akuter. So wurde 1834 ein osmanisches Heer unter der Führung von Reşit Mehmet Pascha Richtung Soran geschickt. Seinem Heer schlossen sich Soldaten der osmanischen Gouverneure von Mosul und Bagdad an.
Mohammed Pascha wurde 1838 in Rewanduz belagert und besiegt. Erwähnenswert ist noch, dass Reşit Mehmet Pascha eine Fatwa vorher erlassen hatte, die den muslimischen Kriegern Mohammed Paschas den Kampf gegen das Heer des osmanischen Kalifen untersagte. Mohammed Pascha wurde nach Istanbul gerufen und vom Sultan Mahmud II. feierlich empfangen. Es wurde beschlossen, dass Mohammed Pascha nach Trabzon ins Exil geschickt werden sollte. Auf der Reise von Istanbul nach Trabzon aber wurden er und seine Begleiter ermordet. Die Täter und das Schicksal der Leichen sind unbekannt.